# Nectandra reflexa
Espèce
Statut de conservation UICN

 VU D2 : Vulnérable
Nectandra reflexa est une espèce de plantes à fleurs de la famille des Lauraceae trouvée en Équateur et au Pérou.

## Publication originale
- Flora Neotropica, Monograph 60: 150–152, f. 48–49. 1993.